# بخش ویکوا
بخش ویکوا (به سوئدی: Växjö kommun) یک ناحیه شهری در سوئد است که در شهرستان کرونوبری واقع شده‌است.

## خواهرخوانده
شهرهای آلمیره، دلوث، مینه‌سوتا، کاوناس، لنکستر، لانکاشر، Lohja, Pobiedziska، رینگریک، شورین و Skagaströnd خواهرخوانده‌های بخش ویکوا هستند.